# Vicente Aleixandre
Vicente Aleixandre, född 26 april 1898 i Sevilla, Andalusien, Spanien, död 14 december 1984 i Madrid, Spanien, var en spansk poet.
Aleixandre hörde till den inflytelserika poetgenerationen Generation 27 tillsammans med bland andra Federico García Lorca, Jorge Guillén, Rafael Alberti och Luis Cernuda och var tidigt påverkad av surrealismen. Spanska inbördeskriget innebar en förändring av hans poesi till ett enklare bildspråk. Han invaldes 1949 i Spanska Akademien.
1977 tilldelades Aleixandre Nobelpriset i litteratur med motiveringen "För en nyskapande diktning som belyser människans villkor i kosmos och i dagens samhälle samtidigt som den företräder mellankrigstidens stora förnyelse av den spanska poesins traditioner".

## Författarskap
Aleixandre debuterade som poet 1928 med Ambito ("Omkrets") som den siste av de stora diktarna i Generation 27 och var då starkt påverkad av skaldebröderna Jorge Guillén och Pedro Salinas. Först med den helt surrealistiska Espadas como labios ("Svärd som läppar") fann han 1932 sin egenart, och den framträder ännu tydligare 1935 i La destruccion o el amor ("Förintelsen eller kärleken") och prosadikterna  Pasion de la tierra ("Jordens lidelse"). De mångtydiga, surrealistiskt präglade, bildbesatta dikterna fortsätter långt in i Aleixandres senare diktning, även om stilen förenklades något från 1940-talet.
Spanska inbördeskriget innebar för Aleixandre en nästan tioårig tystnad. Hans sympatier var på den republikanska sidan men en sjukdom som drabbat honom i ungdomen och förlamade hans kropp tvingade honom kvar i Spanien i en sorts "inre landsflykt", medan de flesta av hans diktarvänner gick i exil. Han hyllade den av fascisterna mördade Federico Garcia Lorca i en elegi 1936. Den publicerades först 1953 och då utan dedikation, men innebörden stod klar för alla. I samlingen Poemas de la consumacion 1968 publicerade Aleixandre ännu en hyllning till Garcia Lorca, "Den begravde", och då med den mördade vännens namn utsatt, vilket ansågs vara en modig handling då militärdiktatorn Franco ännu var vid makten.
Redan i diktsamlingen Mundo a solas ("Värld för ensamma") som fullbordades 1936 men utgavs 1950, hade Alexandre förenklat sin stil. I samlingen som markerar hans lyriska återkomst 1944 Sombre del paraiso ("Paradisets skugga") sökte han sig tillbaka till sitt livs urkällor, barndomsvärlden och naturen. Han lyckades behärska sin sjukdom, övervinna misströstan och finna en ny tro på "det svåra mänskliga livet". "Comunicacion", mänsklig kommunikation, blev ett nyckelord i Aleixandres sista stora diktsamlingar Historia del corazon ("Hjärtats historia") 1954 och En un vasto dominio ("I ett vidsträckt område") 1962. Även hans sista stora diktsamling Poesia superrealista ("Superrealistisk poesi") 1971 utmärks av en sinnlig konkretion bland filosofiska utsvävningar och bildberusande drömsekvenser. 1975 utkom hans sista bok Dialogos del conoceimiento ("Insiktens dialoger").